# Cesare Saccaggi

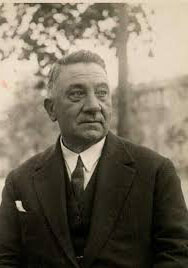
Cesare saccaggi em uma foto vintage

Cesare Saccaggi (Tortona, 7 de fevereiro de 1868 - Tortona, 3 de janeiro de 1934) foi um pintor italiano.

## Vida

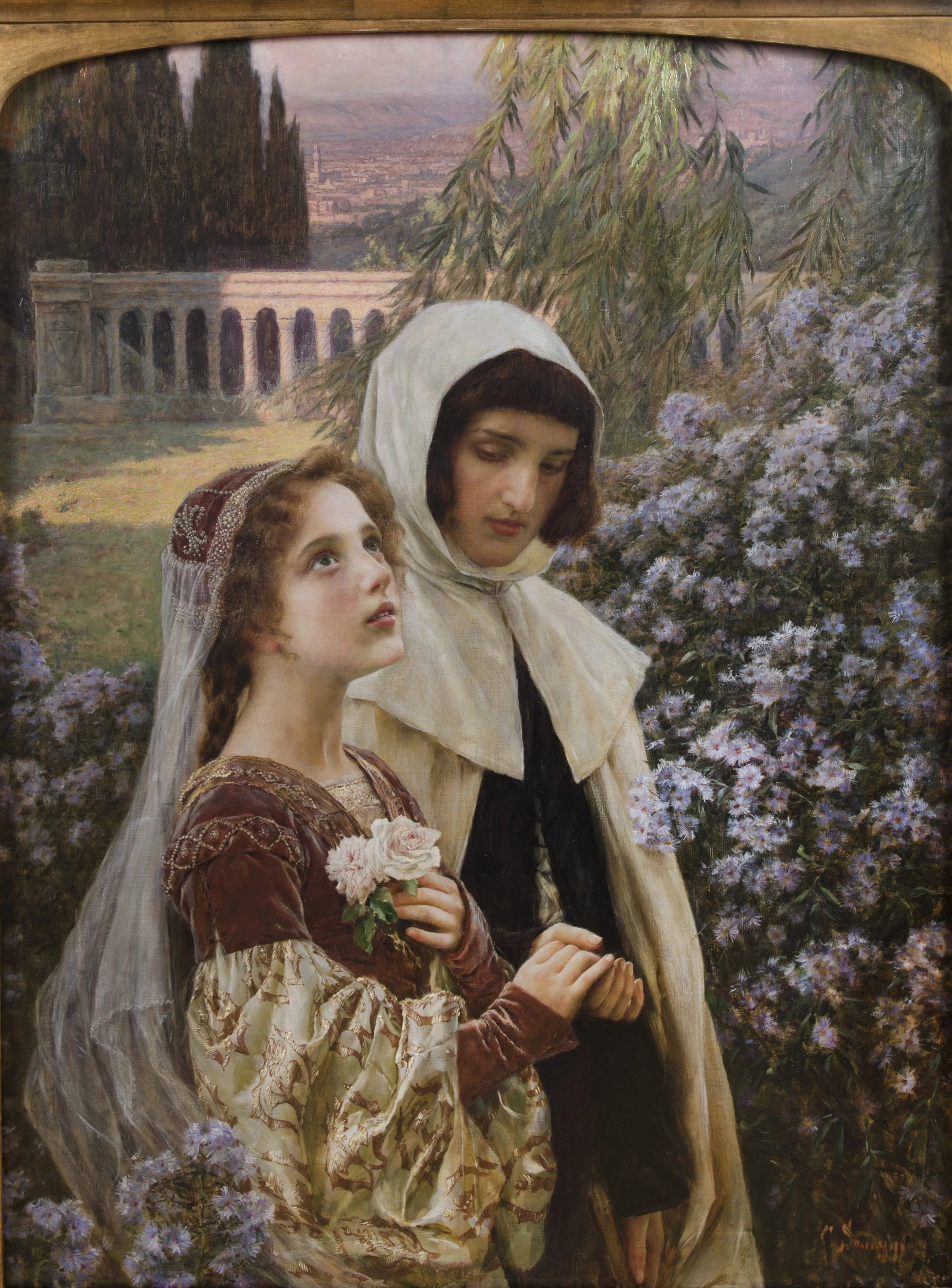
Incipit vita nova, Dante e Beatrice no jardim, 1903, uma obra-prima do estilo pré-rafaelita de Cesare Saccaggi.

Filho dos alfaiates Domenico Saccaggi e Santina Peila, consegue frequentar a Academia Albertina de Torino graças a uma bolsa de 500 liras do Município de Tortona. Foi um aluno brilhante de Giacomo Grosso, Andrea Gastaldi e Pier Celestino Gilardi. Depois de completar seus estudos na Academia Albertina em 1890, passou um período de aperfeiçoamento em Roma, onde entrou em contato com o ambiente de D'Annunzio da "Roma Bizantina", com a pintura dos pré-farraelitas e com a neopompeiana de Lawrence Alma-Tadema. Durante os anos noventa, sua produção eclética abrange desde representações de cenas clássicas e orientais a cenas de gênero e trajes ambientadas em eras passadas, da Idade Média ao século XVIII, a outras inspiradas por um tom melodramático de realismo. Ele também criou o grande afresco da VII estação da Via Crucis na Igreja de San Gioacchino (Torino), restaurado após o bombardeio aliado de Torino em 13 de julho de 1943. Em 1895 ele participou do Permanente de Milão e em 3 edições subsequentes da Bienal de Veneza. Em 1900 obteve a medalha de bronze na Exposição Universal Internacional de Paris com o pastel Alma Natura Ave. No início do século XX ficou alguns anos em Paris onde participou na Exposição Universal do início do século e em 3 edições do Salão, dedicando-se com grande sucesso à actividade gráfica art nouveau em colaboração com a Maison Goupil. Já em Tortona, não indiferente à eclosão da Primeira Guerra Mundial, criou uma série de postais ilustrados com o título “Visões de guerra”, incluindo o postal “intervencionista” Redemptio, “o avô", "a mãe", "a oração pelo soldado" e o óleo da Consolatrix afflictorum para o internato eclesiástico de Tortona. Por volta da década de 1920 embarca em uma viagem com seu aluno Antonio Enrico (1906-1970), que o viu viajar pela Itália e grande parte da Europa. Ele morreu em Tortona em 3 de janeiro de 1934 e está enterrado lá no cemitério da cidade. A cidade de Tortona nomeou uma rua em sua homenagem.

## Principais trabalhos
- Prelude (1914), mantido no Museu Revoltella.
- Chioggia - Madonna delle Grazie (1931), representando a procissão da Virgem do Santuário da Madonna delle Grazie em Piove di Sacco, obra mantida na galeria de fotos do C.R. de Tortona.
- O cume - A rainha do gelo 1912, em estilo Liberty com uma clara matriz simbolista, exibida na 10ª exposição internacional de arte em Veneza em 1912 e atualmente instalada na Pinacoteca Fondazione Cassa di Risparmio di Tortona; a obra também foi exposta em 2016 por ocasião da exposição sobre simbolismo intitulada "Simbolismo-Arte na Europa; da Belle Époque à Grande Guerra". A obra também foi exibida por ocasião da exposição realizada em 2014 em Forlì intitulada: "LIBERDADE, UM ESTILO PARA A ITÁLIA MODERNA", nos Museus San Domenico.
- Nuvens no Aiguille Noire (1932), alojado na Pinacoteca Fondazione Cassa di Risparmio di Tortona.
- Nostalgia, guardada na Galeria de Arte da Fundação Cassa di Risparmio di Tortona.
- Retrato de C. Goggi, guardado na Pinacoteca Fondazione Cassa di Risparmio di Tortona.
- O Parque Rosano, mantido na Pinacoteca Fondazione Cassa di Risparmio di Tortona e exposto em Garbagna por ocasião da exposição Da Pellizza a Cuniolo, visões da paisagem, realizada no salão multifuncional do Município de Garbagna em junho de 2018.
- Sansão ridicularizado pelos filisteus (1891), mantido na Pinacoteca Fondazione Cassa di Risparmio di Tortona.
- Paisagem de Alagna Valsesia (1920), mantida na Pinacoteca Fondazione Cassa di Risparmio di Tortona.
- Madre, 1895 preservada na Galeria de Arte Moderna de Torino.
- Alma natura, Ave, exposta por ocasião da exposição "Solo donna. A figura feminina da primeira metade do século XX no Piemonte" realizada em Bra, no Palazzo Mathis, entre 8 Março e 8 de maio de 2011 e atualmente conservado na Galeria de Arte Moderna de Torino.
- O excomungado (1893), atualmente mantido na Câmara Municipal de Bolonha.
- O tocador de lira, atualmente mantido na Russell Cotes Art Gallery & Museum.
- O caminho da Glória (1898), mantido no "Círculo dos Estrangeiros" em Montecarlo.

## Galeria de imagens

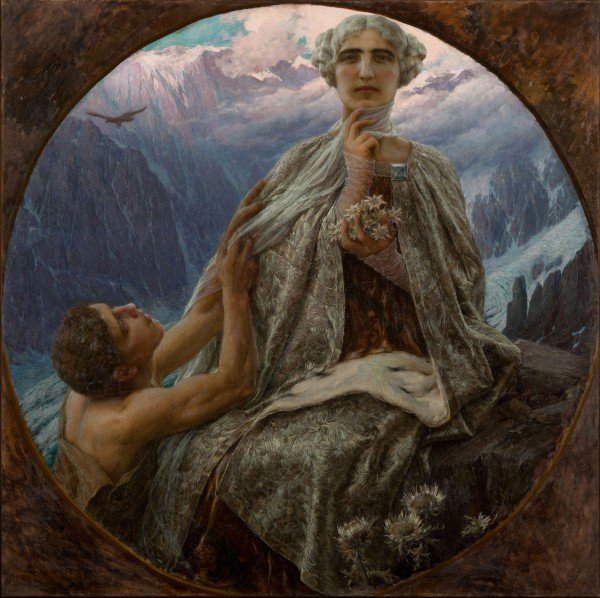
O cume - A rainha do gelo, 1912
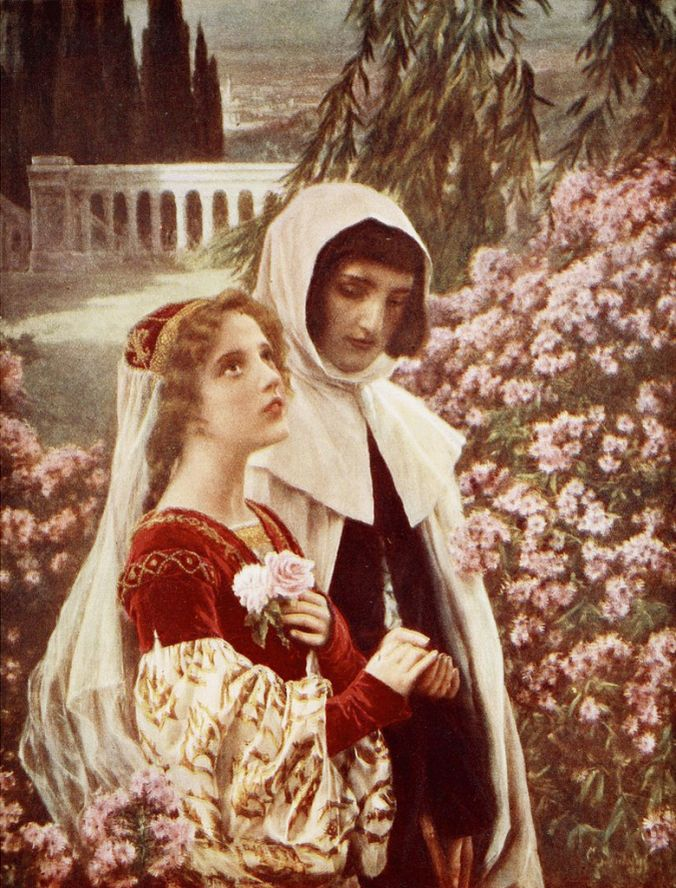
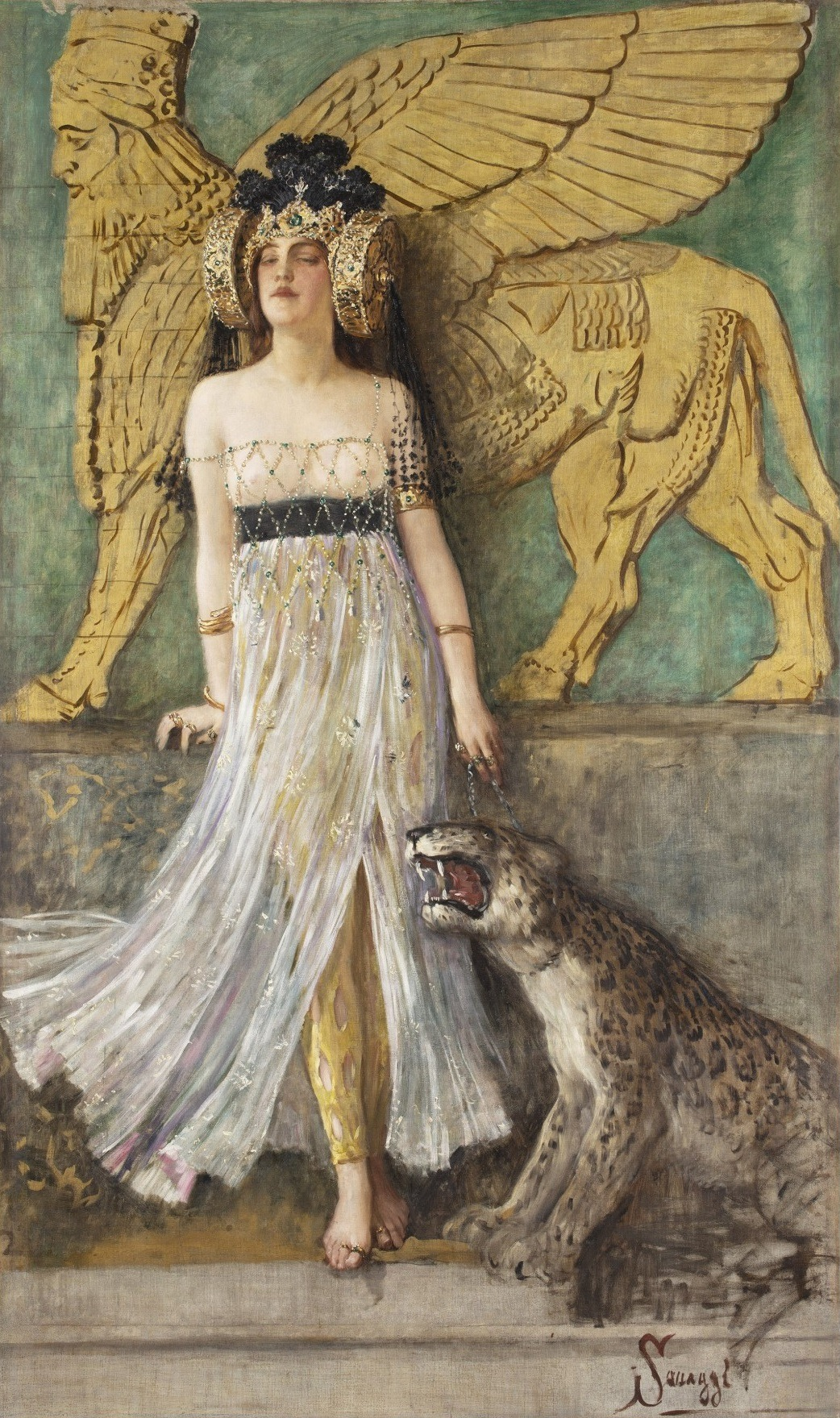
Semiramis, lendária rainha da Babilônia, 1905.
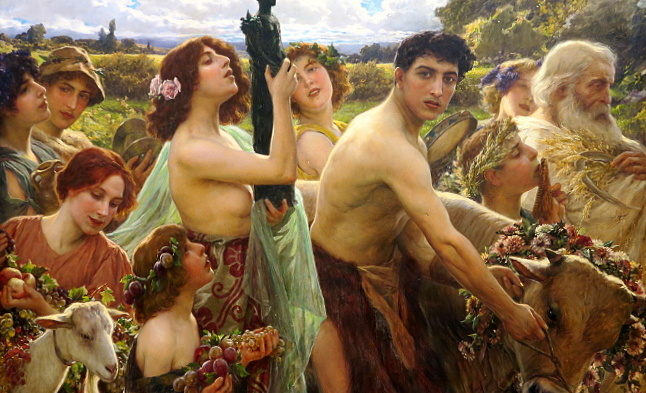
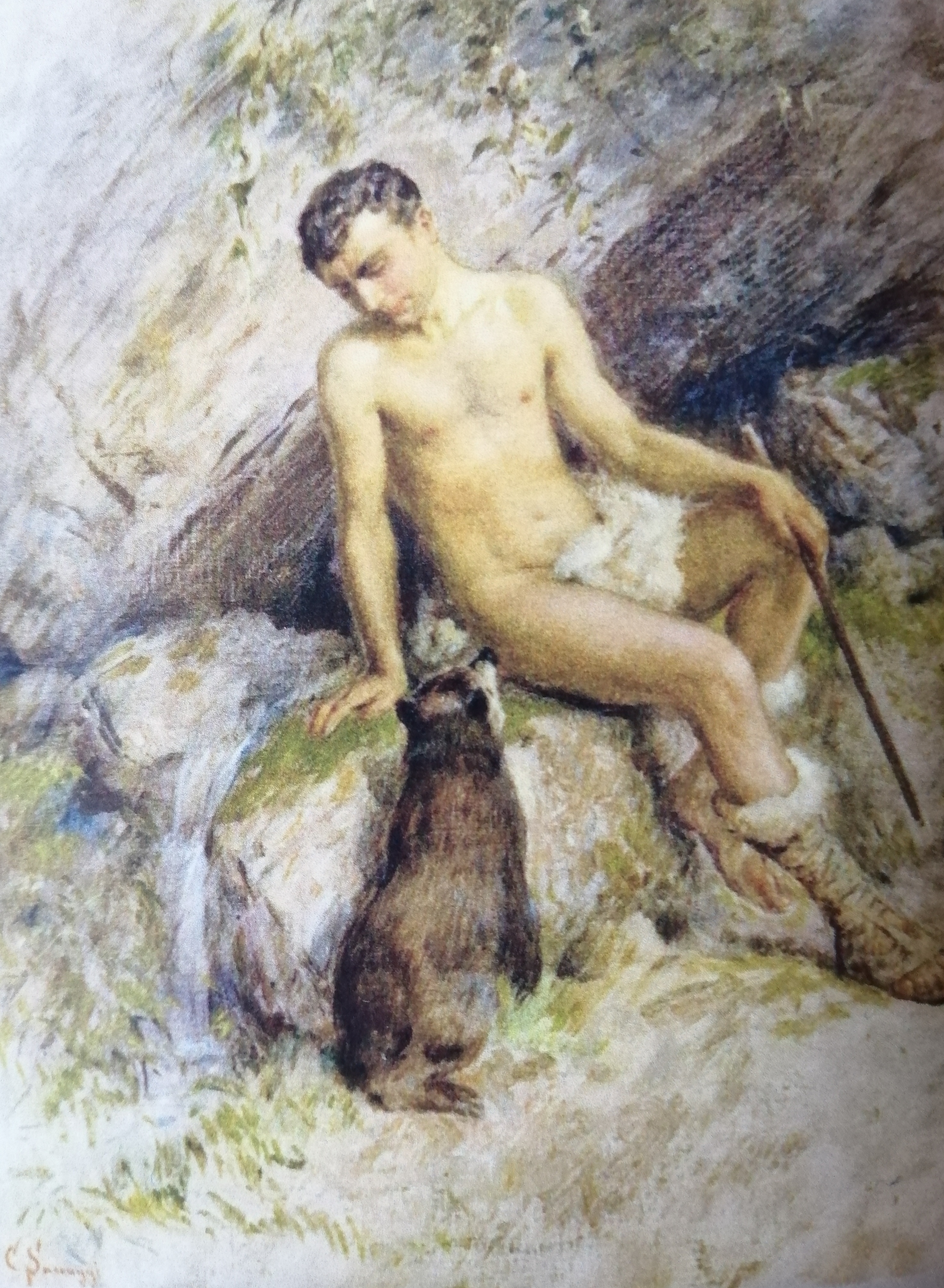
Pastore di Arcadia, 1927, obra de estilo neoclássico de Cesare Saccaggi de Tortona.
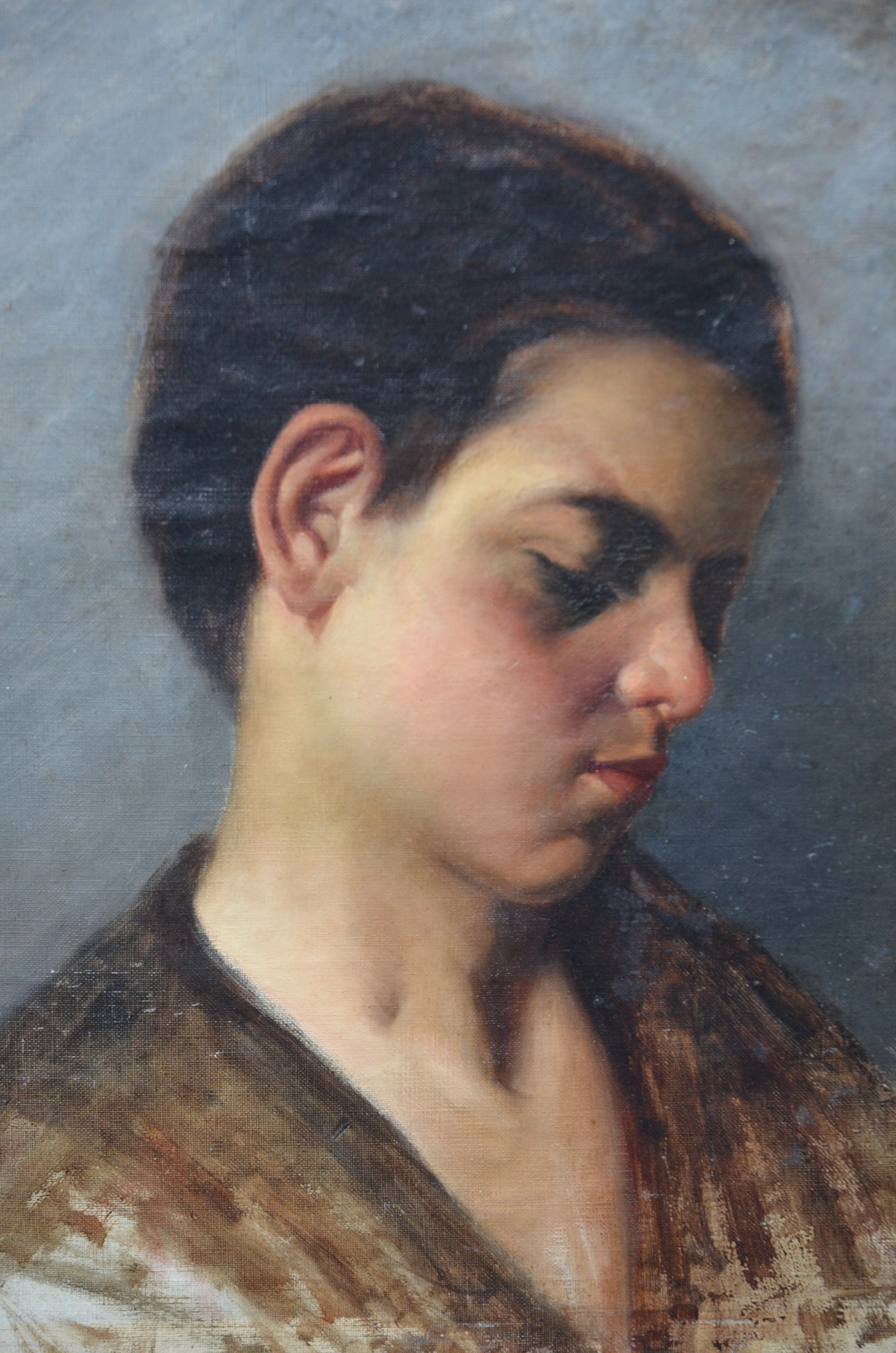
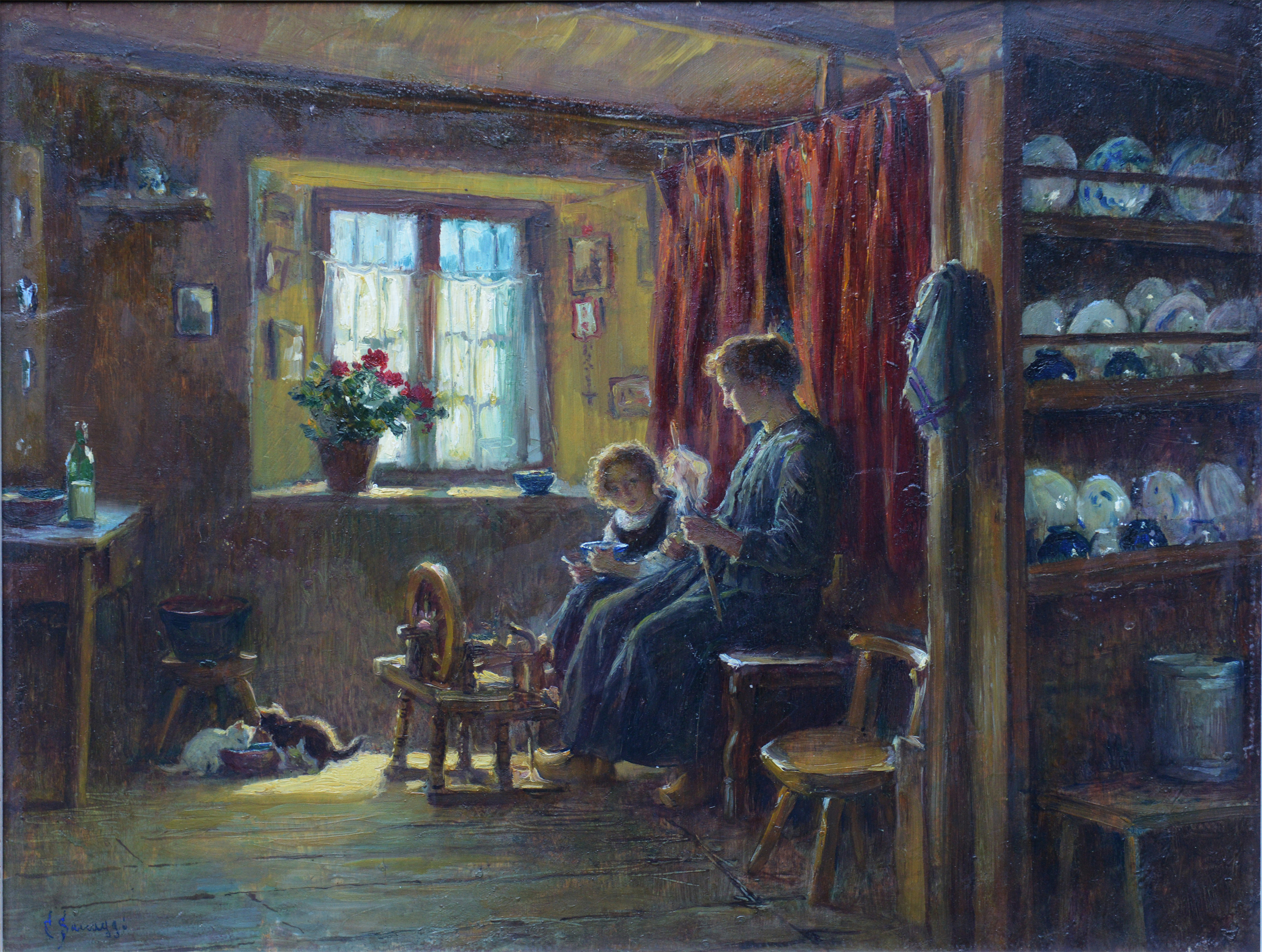
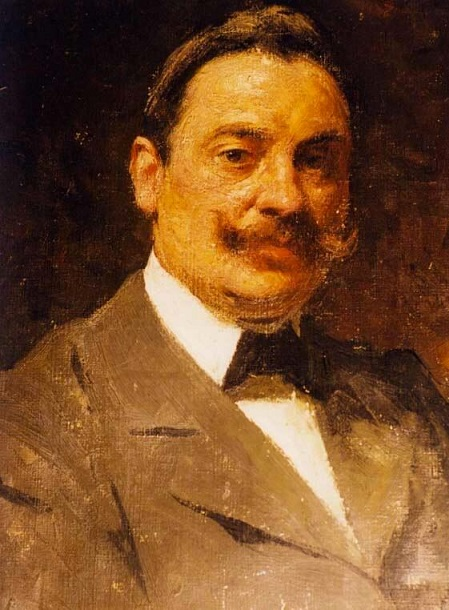
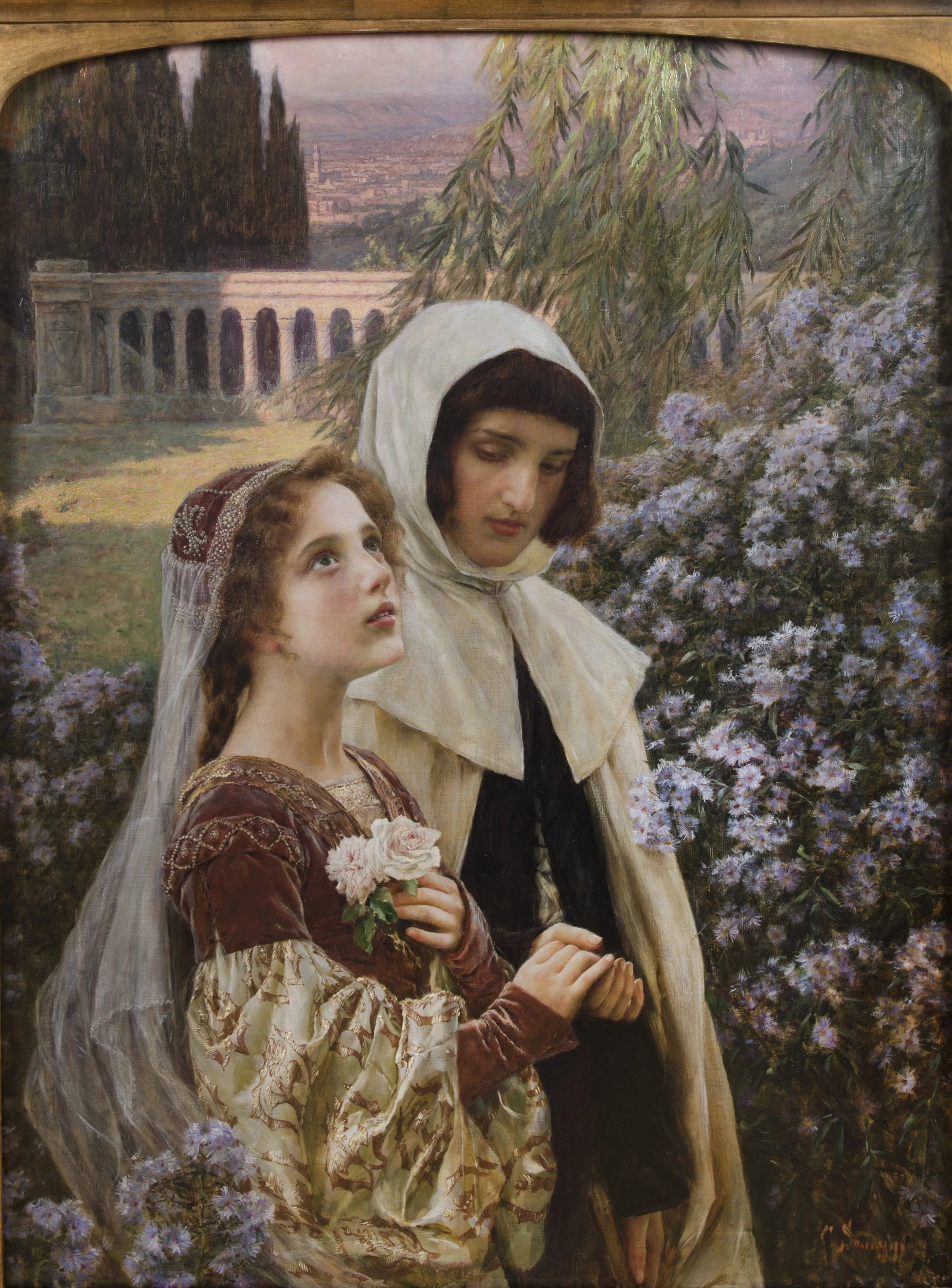
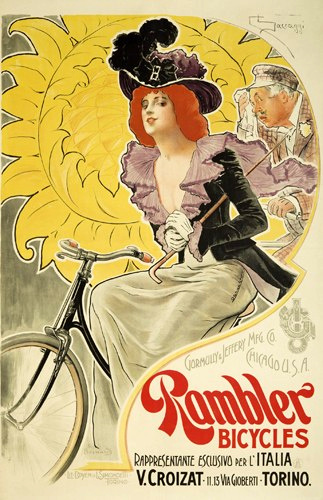
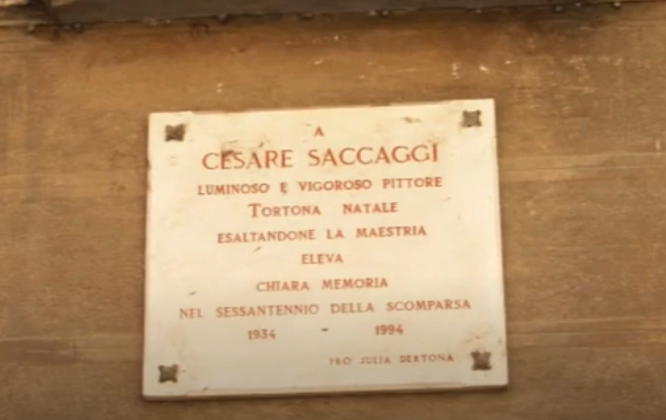